# Vincenzo Celano
Vincenzo Celano (Castelluccio Inferiore, 10 dicembre 1935) è uno scrittore e divulgatore scientifico italiano.

## Biografia
Nato da genitori contadini, da sempre ha coltivato due passioni per le quali è considerato uno dei massimi esperti: il setter inglese e la beccaccia. Nel 1975, è stato infatti fondatore – insieme ad altri personaggi storici della cinegetica come Enrico Benedetti Roncalli ed Ettore Garavini  – del Club Della Beccaccia, con l'intento di contribuire alla conservazione di questa specie scolopacidae mediante la salvaguardia degli habitat e un suo prelievo sostenibile. A suo tempo è stato anche promotore e fondatore in Basilicata del Gruppo Cinofilo Lucano, sostenendo la necessità di svolgere pure in Italia prove di lavoro per cani da ferma su beccaccia.
Dal 1984 al 1989, si è fatto organizzatore, in seno al citato Club della Beccaccia, del premio letterario “L'arcera” (in giuria: Antonio Altomonte, Giorgio Barberi Squarotti, Piero Chiara, Gian Antonio Cibotto, Fausto Gianfranceschi, Cesare Marchi, Bruno Modugno, Franco Nobile, Enrico Vallecchi) con lo scopo di avvicinare, tramite il testo letterario, il più vasto pubblico dei lettori di quotidiani e rotocalchi ai temi e alla cultura venatoria.
Dalla sua condizione di naturalista e cacciatore Vincenzo Celano ha tratto spunto e ispirazione per scrivere articoli e libri che hanno cercato di dare un più ampio respiro alla letteratura venatoria nel nostro paese, veicolandone una filosofia atta a rigenerarne cultura e tradizione.
Nel 1978 gli viene assegnato il premio giornalistico nazionale “Castellare d'argento” e nel 1980 il premio letterario “Romagna 80” per il racconto ecologico. Approdato alla poesia, fra i riconoscimenti conseguiti, è da annoverare la vittoria, nel 1981, dell'importante premio per l'inedito “Città di Legnano-Giuseppe Tirinnanzi” (presidente della giuria Piero Chiara). Attualmente collabora alla rivista “Diana” e al “Quotidiano della Basilicata”. 
Si è laureato in Pedagogia nel 1972, a Salerno, con Pasquale Lo Re. Dopo aver lasciato l'insegnamento nel 1992, si è anche occupato di problemi socio-culturali, di regia teatrale dialettale e del recupero e valorizzazione delle tradizioni popolari locali. Da questi suoi interessi è nato, nel 2001, un museo della cultura contadina presso i locali della chiesa della Madonna della Neve in Castelluccio Inferiore.
Della scrittura di Vincenzo Celano, Raffaele Nigro ha sottolineato la passionalità e il mistero che raccontano l'uomo e la natura con veemenza ed erotismo panico. Piero Pieroni ha scritto: “tutta la scrittura di Celano è metaforica, ambigua, come sospesa fra realtà e immaginazione, fra verità e sogno o, meglio, incubo”. Il 16 settembre 2014 il romanzo, L'animale a sei zampe, vince la XVII^ Ed. Premio Letterario Nazionale Carlo Levi, sezione Narrativa Regionale.

## Opere

### Di argomento letterario

#### Romanzi e racconti
- La cinghia, Vostro Onore (Forum/Quinta Generazione, Forlì 1980, con presentazione di Mario Rigoni Stern).
- I pesci non hanno oroscopo per la sera (Manni, Lecce 1989, con un saggio introduttivo di Giorgio Barberi Squarotti).
- La beccaccia e il professore (Olimpia, Firenze 2006, con introduzione di Giorgio Luti).
- L'animale a sei zampe (ediGrafema, Policoro 2013).
- Il farmacista di Ilhéus (Giovane Holden Edizioni, Viareggio 2016)
- La scomparsa di Anice Zolla (Avagliano Editore, Roma 2019)

#### Poesie
- Non alghe d'oro ma frutti di vivissimo fuoco, in G. D'Ilario - R. Besana (a cura di), I poeti del Premio Città di Legnano Giuseppe Tirinnanzi 1981-1997, Editrice Tosi, 1998
- Senza trucchi di finale (Gabrieli, Roma 2000, con indicazioni critiche di Giorgio Barberi Squarotti, Maria Luisa Spaziani, Antonio Lotierzo)

### Di argomento divulgativo-scientifico

#### Saggi
- Dalla parte del setter inglese (Olimpia, Firenze 1994)
- Il libro della beccaccia (Olimpia, Firenze 2005)
- Guida rapida di addestramento al riporto (Olimpia, Firenze 2006)
- Il cane da ferma (Olimpia, Firenze 2009)

#### Traduzioni
- Théodore Polet de Faveau (Sylvain), Il cacciatore di beccacce, Firenze 2001 [Le chasseur à la bécasse, Parent, Bruxelles 1862]
- Edouard Demole, Le astuzie della beccaccia, Firenze 2001 [Subtilités de la chasse à la bécasse, Librairie des Champs-Elysèes, Paris 1943]
- Daniel Raffejeaud, I segreti di un beccacciaio, Firenze 2005, [Les secrets d'un bécassiers, Crépin-Leblond, Paris 1964]
- Jean Jacques Carrier, La beccaccia e i cani da ferma, Firenze 2008, [Bécasse et chien d'arrêt, Editions de l'Orée, Bordeaux 1986]

### Di argomento vario
- Castelluccio: scuola e società tra tradizione e innovazione (Palladio, Salerno 1976)
- La pentola dell'esistenza. 1000 e più proverbi e sentenze castelluccesi (EditricErmes, Potenza 2009)